# Hansson & Karlsson
Hansson & Karlsson var en svensk duo bestående af Bo Hansson (orgel) og Jan Carlsson (trommer).
Gruppen var aktiv i slutningen af 1960'erne og spillede instrumental jazzrock og psykedelia. Gruppens musik var baseret meget på improvisation, hvorfor deres liveshows, var meget forskellige og varierede fra tid til anden. Gruppen kan siges at være en tidligt inspiration til svenske progressiv rock. De blev bekendt med Jimi Hendrix og spillede med ham et par gange, blandt andet på klubben Filips i Stockholm. Hendrix var interesseret i duoens musik og indspillede selv et Hansson & Karlsson nummer nemlig kompositionen Tax Free. På et tidspunkt gik Bo Hansson og Janne Carlsson i hver sin retning, Bosse gjorde solokarriere som musiker, mens Janne satsede på i en karriere som skuespiller.
Årsagen til duoen staver sit navn Hansson & Karlsson, trods Jannes efternavn med C, er, at en plakatmaler misforstod duo navn og skrev Karlsson ved K. Bo og Janne mente, at det så så godt ud, at de beholdte stavemåden.
Albummet Hansson & Karlsson (1998) er en samling, der dog ikke omfatter alt duoen indspillede.
Hansson døde i 2010. Carlsson døde af leverkræft i august 2017 i en alder af 80.

## Diskografi
- Lidingö airport (single) – 1967
- Monument (LP) – 1967
- P Som I Pop’’ (Papsingle udgivet af Dagens Nyheter) – 1968
- Rex (livealbum) (LP) – 1968
- Gold (LP) – 1969
- Man at the Moon (LP) – 1969
- Hansson & Karlsson (compilationsalbum) (CD) – 1998